# Ethmia terminella
Ethmia terminella là một loài bướm đêm thuộc họ Ethmiidae. Loài này có ở châu Âu.
Sải cánh dài 17–19 mm. Con trưởng thành bay từ tháng 5 đến tháng 7 tùy theo địa điểm.
Ấu trùng ăn Echium vulgare.
Two subspecies have been được mô tả:
- E. t. terminella – hầu hết range
- E. t. micropunctella – Jordan